# Vinkrath
Vinkrath ist ein Ortsteil der zum Kreis Viersen gehörenden Gemeinde Grefrath im deutschen Bundesland Nordrhein-Westfalen. Das Kirchdorf Vinkrath zählt außerdem zur Region Niederrhein und durch seine Lage im Kreis Viersen zur Euregio Rhein-Maas-Nord. Ende 2014 hatte Vinkrath 1 790 Einwohner, davon 885 Männer (49,44 %) und 905 Frauen (50,56 %). Frühere Bezeichnungen waren Venkrath oder (französisch) Winkard.

## Geschichte
Im Unterschied zu den weiter östlich gelegenen Ortschaften Mülhausen und Oedt, die erst durch die Gebietsreform von 1970 zu Ortsteilen der Gemeinde Grefrath wurden, war Vinkrath schon seit dem Mittelalter eine Honnschaft innerhalb der sogenannten Herrlichkeit Grefrath, insofern entspricht die Geschichte Vinkraths im Wesentlichen der Geschichte Grefraths.

### Vinkrath vom Mittelalter bis zur Epoche der Französischen Revolution
Zu Beginn des 13. Jahrhunderts war das Gebiet der Herrlichkeit Grefrath ein Teil der Grafschaft Krickenbeck und fiel durch Erbschaft an Graf Adolf I. von der Mark, einen Sohn der Alveradis von Krickenbeck. Im Jahr 1243 verkaufte jener Adolf I. das Krickenbecker Land an Graf Otto II. von Geldern. Die kleine Grafschaft Krickenbeck wurde so in einen Verwaltungsbezirk der Grafschaft Geldern umgewandelt, das sogenannte Amt Krickenbeck. Die Grafschaft Geldern wurde 1339 zum Herzogtum Geldern aufgewertet und geriet in den folgenden Jahrhunderten unter die Herrschaft verschiedener europäischer Mächte.
1543 verlor das Herzogtum Geldern endgültig seine Eigenständigkeit und wurde zunächst ein Teil der Burgundischen Niederlande, dann ab 1555 der Spanischen Niederlande. 1581 wurde der nördliche Teil des Herzogtums Geldern als Provinz Gelderland zu einem Teilgebiet der damals neugegründeten Niederländischen Republik, der südliche Teil des Herzogtums, das sogenannte Geldrische Oberquartier einschließlich des Amtes Krickenbeck mit Grefrath und Vinkrath, verblieb jedoch auch nach 1581 unter spanischer Herrschaft.
Nach dem Spanischen Erbfolgekrieg wurde 1713 im Frieden von Utrecht das Geldrische Oberquartier unter den Siegermächten jenes Konflikts aufgeteilt. Der nördliche Teil des Oberquartiers, einschließlich des Amts Krickenbeck mit Grefrath und Vinkrath, fiel dabei an Preußen. Unter der preußischen Verwaltung erhielt Vinkrath dann 1732 seine erste Schule.

### Vinkrath seit der Französischen Revolution bis Ende des 19. Jahrhunderts

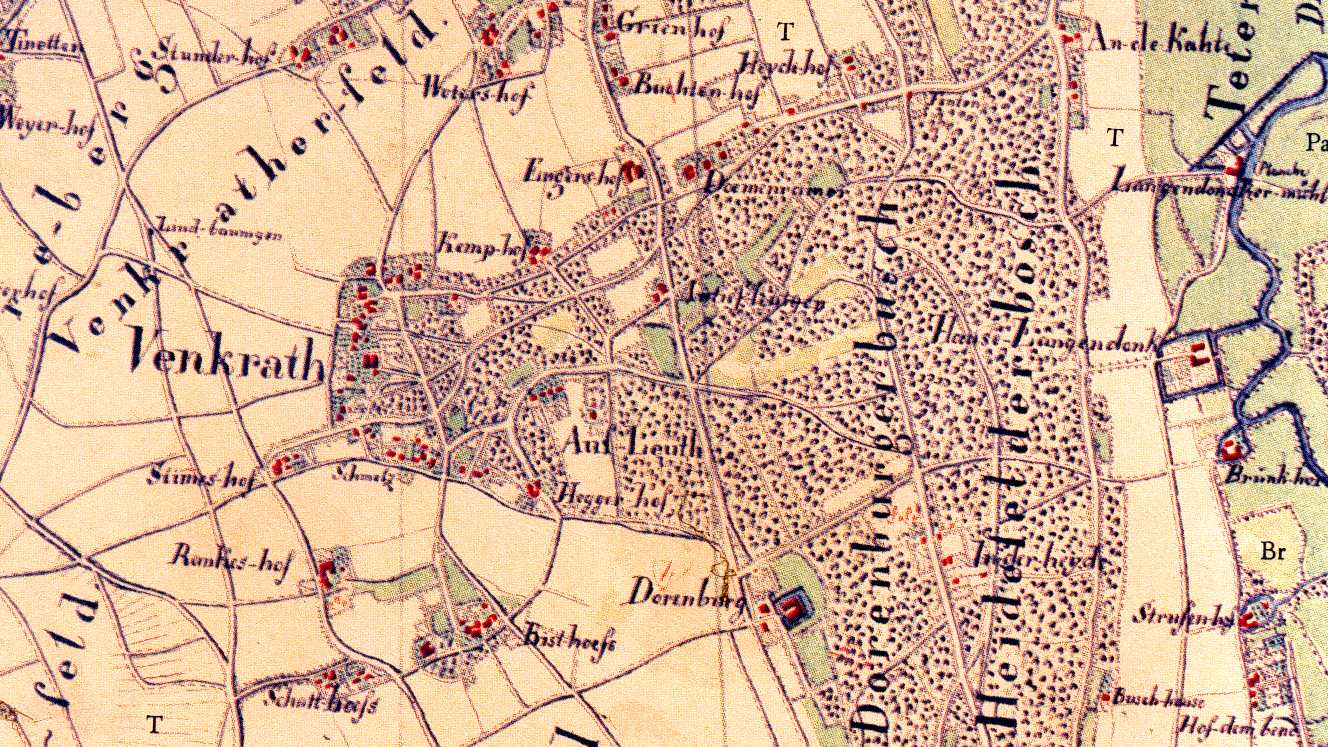
Vinkrath zur Franzosenzeit Anfang des 19. Jahrhunderts

Im Jahr 1794 besetzten französische Revolutionstruppen die linksrheinischen Gebiete (des heutigen Deutschlands), darunter auch Preußisch Obergeldern mit Vinkrath. Als Honnschaft verfügte Vinkrath bis dahin, wenn auch in bescheidenem Umfang, über eine gewisse kommunale Selbständigkeit. Unter der französischen Verwaltung kam es jedoch 1798 zu einer umfassenden Gebietsreform, wobei Vinkrath in die von den Franzosen neu geschaffene Bürgermeisterei („Mairie“) Grefrath eingegliedert wurde. Die bescheidene kommunale Selbstverwaltung der Honnschaft Vinkrath war damit zu Ende. Als Teil der Mairie Grefrath gehörte Vinkrath nun zum Kanton Wankum, einem Gerichtsbezirk des Arrondissement de Clèves im Département de la Roer.
Nach dem Ende der Koalitionskriege kamen Grefrath und Vinkrath im Jahr 1815 erneut an Preußen, anders als 1713, als es nur um einen Teil des Geldrischen Oberquartiers ging, wurde dieses Mal das gesamte Rheinland preußisch. Zwar wurden unter der preußischen Herrschaft die mittleren Verwaltungsebenen aus der Franzosenzeit erneut umgestaltet, aus französischen Kantonen, Arrondissements und Départements wurden preußische Landkreise, Regierungsbezirke und Provinzen, auf Gemeindeebene beließ es der preußische Staat aber im Wesentlichen bei den von Frankreich eingeführten Verwaltungsstrukturen, die Mairie Grefrath wurde einfach in Bürgermeisterei umbenannt und die frühere Honnschaft Vinkrath als irgendwie noch eigenständige Verwaltungseinheit wurde auch unter preußischer Verwaltung nicht wiederhergestellt. Ab 1816 gehörte die Bürgermeisterei Grefrath mit Vinkrath zum Kreis Kempen im Regierungsbezirk Kleve der preußischen Provinz Jülich-Kleve-Berg. Seit 1822 zählte der Kreis Kempen mit Grefrath und Vinkrath zum Regierungsbezirk Düsseldorf der Preußischen Rheinprovinz. 1830 hatte Vinkrath etwa 600 Einwohner. Im Jahr 1849 konstituiert sich in Vinkrath die St. Laurentius Schützengesellschaft. Als preußisches Dorf gehörte Vinkrath automatisch zum 1871 gegründeten Deutschen Reich.

### Vinkrath seit 1900
Angesichts der damals stark anwachsenden Bevölkerung kam es 1903 in Vinkrath zur Gründung der eigenständigen katholischen Pfarre St. Josef, gleichzeitig wurde auch die gleichnamige Pfarrkirche fertiggestellt. Im Jahr 1922 bildete sich das Trommlercorps „Einigkeit“ Vinkrath 1922 e. V., 1924 wurde der örtliche Fußballverein SuS (Spiel und Sport) Vinkrath 1924 e. V. gegründet, im Jahr darauf entstand der lokale Männergesangverein MGV Vinkrath 1925. Seit 1929 gehörten Grefrath und Vinkrath zum Kreis Kempen-Krefeld, der durch Erweiterungen des Kreises Kempen entstanden war, der Sitz der Kreisverwaltung war nach wie vor in Kempen. Nach dem Zweiten Weltkrieg wurde Vinkrath 1945 Teil der Britischen Besatzungszone, seit 1946 gehört es zum damals neu gegründeten deutschen Bundesland Nordrhein-Westfalen, eines jener Bundesländer, die den Staat Preußen ersetzten, der durch das Kontrollratsgesetz Nr. 46 des Alliierten Kontrollrats von 1947 aufgelöst wurde.
Im Jahr 1970 wurde die Gemeinde Grefrath um die Ortsteile Oedt und Mülhausen aus der bis dahin eigenständigen Nachbargemeinde Oedt erweitert, seither ist Vinkrath einer von vier amtlichen Ortsteilen der Gemeinde Grefrath. Am 1. Januar 1975 wurde der Kreis Kempen-Krefeld in den Kreis Viersen umgewandelt, zu dem die Gemeinde Grefrath mit Vinkrath, Oedt und Mülhausen seitdem gehört. Die katholische Pfarre St. Josef Vinkrath wurde zum 1. Januar 2013 aufgelöst und der neugegründeten Pfarre St. Benedikt angegliedert, die jetzt (2013) alle früheren katholischen Pfarrgemeinden des Grefrather Gemeindegebiets umfasst.

## Verkehr

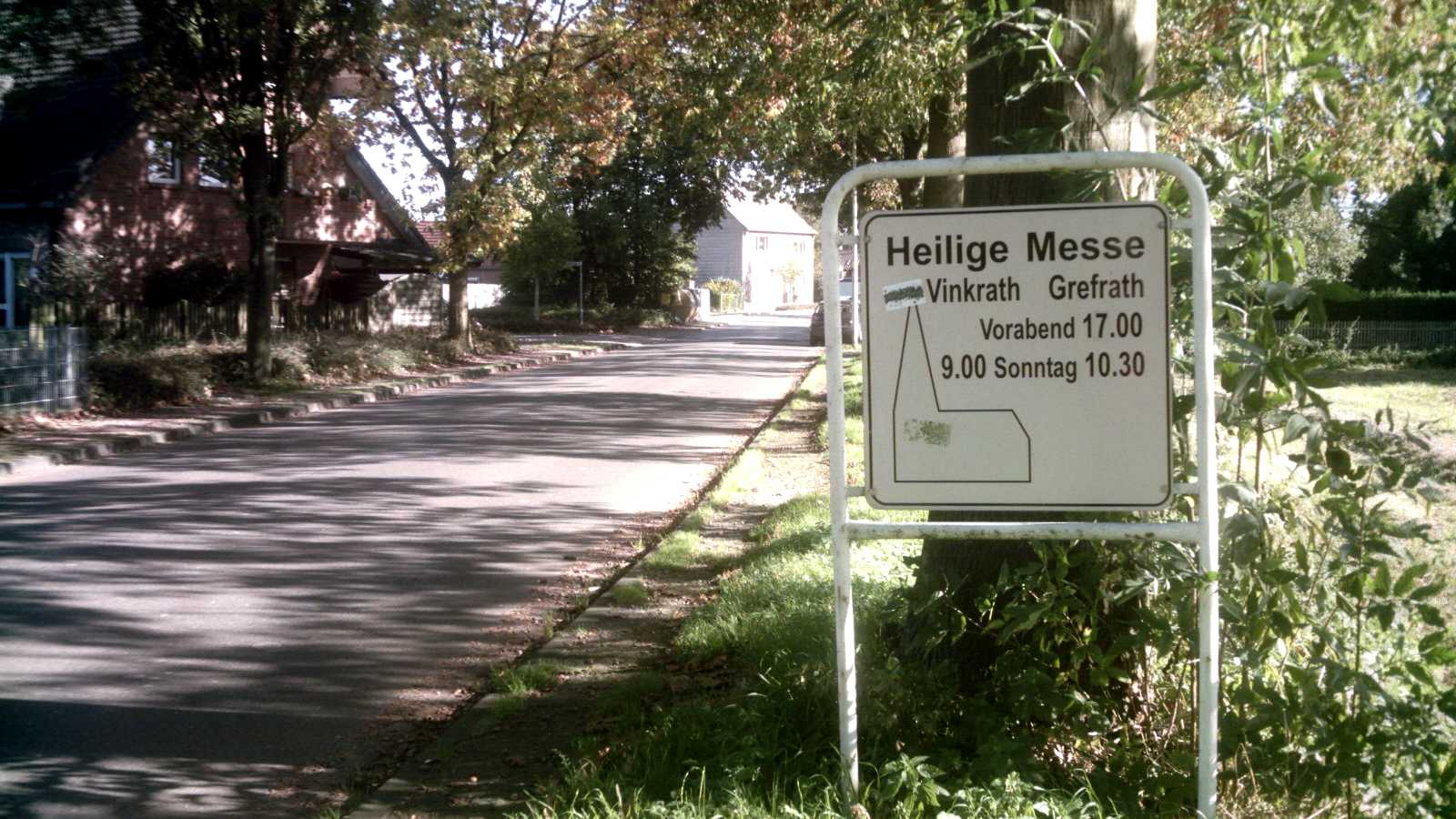
Die Mörtelsstraße in Vinkrath (früher: K 31) mit Gottesdienst-Hinweisschild.

### Straßen
- Am westlichen Ortsrand von Vinkrath verläuft die L 39, das ist die „Wankumer Landstraße“. Sie verläuft hier im Wesentlichen von Viersen über Süchteln, Grefrath, Vinkrath und Wankum nach Straelen. Etwas südwestlich von Grefrath kreuzt die L 39 die B 509 (Nettetal – Grefrath – Kempen – Krefeld).[3]

- Die nächste Autobahnauffahrt ist die Anschlussstelle Nr. 3 „Wankum“, die sich etwa 4,5 km nördlich von Vinkrath an der Bundesautobahn A 40 befindet. Die A 40 führt vom Ruhrgebiet über Venlo und Eindhoven nach Antwerpen (in den Niederlanden als A 67, in Belgien als A 21).[3]

- Im Osten von Vinkrath verläuft die Kreisstraße 12 (K 12), das ist in Vinkrath die Straße namens „Heide“. Sie führt vom Flugplatz Grefrath-Niershorst über Vinkrath, das Vinkrather Außengebiet Vorst und den kleinen Kempener Ortsteil Ziegelheide auf einer insgesamt etwas umständlichen Streckenführung nach Kempen.[3]

- Vinkrather Hauptstraße ist die Mörtelsstraße, die sich in Ost-West-Richtung durch die Ortschaft zieht und die K 12 mit der L 39 verbindet. Die Mörtelsstraße hatte früher, mindestens bis 1989, gleichfalls den Status einer Kreisstraße, es war die einstige K 31. Sie wurde aber dann zu einer Grefrather Gemeindestraße zurückgestuft.[22]

### Eisenbahn
Eine Eisenbahnstrecke gibt es in Vinkrath selber nicht. Die nächstgelegenen Bahnhöfe im Personenverkehr sind die Stationen in Kempen oder Breyell. In Kempen verkehrt die Regional-Express-Linie RE 10 (Niers-Express), in Breyell hält die Linie RE 13 (Maas-Wupper-Express).

### Busverkehr
Als Ortsteil von Grefrath gehört Vinkrath zum Tarifgebiet des Verkehrsverbunds Rhein-Ruhr und wird sowohl von den Mönchengladbacher wie auch von den Krefelder Verkehrsbetrieben mit jeweils einer Buslinie angefahren. In Vinkrath ist für beide Linien Endstation.
| Typ                 | Linie | Strecke | Hinweise |
| ------------------- | ----- | --- | --- |
| Bus                 | 019   | (Vinkrath, Am Kreuz – Grefrath – Süchteln-Vorst –) Süchteln – Viersen, Busbahnhof – Viersen, Gereonsplatz – Beberich – Ummer – VIE‑Helenabrunn, Wegweiser – MG‑Großheide – Wasserturm – Alter Markt – Mönchengladbach Hauptbahnhof – Hermges – Rheydt Hauptbahnhof | NEW – MöBus, der Abschnitt zwischen Vinkrath und Süchteln wird nur stündlich befahren, zwischen Süchteln und Rheydt besteht ein 20-Minuten-Takt (Wochentags, tagsüber) |
| Bus                 | 062   | Vinkrath, Am Kreuz – Grefrath – Mülhausen – Oedt – Tönisvorst-Vorst – Kehn – St. Tönis, Wilhelmplatz – KR‑Forstwald, Holunderpfad | SWK Mobil, am Wilhelmplatz in St. Tönis besteht Anschluss an die Straßenbahnlinie 041 Richtung Krefeld Hbf – KR‑Fischeln.                                              |
| Stand: Oktober 2013 |       | | |

### Radwanderwege
Im Bereich von Vinkrath sind vier Radwanderwege offiziell ausgewiesen.
- Auf gemeinsamem Fahrweg am westlichen Ortsrand von Vinkrath entlang der Wankumer Landstraße:
  - Die internationale Radwanderstrecke Fietsallee am Nordkanal auf dem Weg von Grefrath Richtung Herongen (oder umgekehrt).[23][24]
  - Ein Teilabschnitt des Euroga-Radwegsystems, zwischen Grefrath und Herongen auf gemeinsamem Fahrweg mit der Fietsallee am Nordkanal.[23][24]
  - Die [G]-Route (Rundweg Gemeindegebiet Grefrath).[23]
- Am östlichen Ortsrand von Vinkrath verläuft im Bereich der Langendonker Mühle der Hauptfahrweg der NiederRheinroute, hier zwischen Grefrath und Kempen (oder umgekehrt).[23][24]

## Vereinswesen und Gesellschaftsleben
- St. Laurentius Schützengesellschaft[14]
- Trommlercorps „Einigkeit“ Vinkrath 1922 e. V.[17]
- Männergesangverein MGV Vinkrath 1925[19]

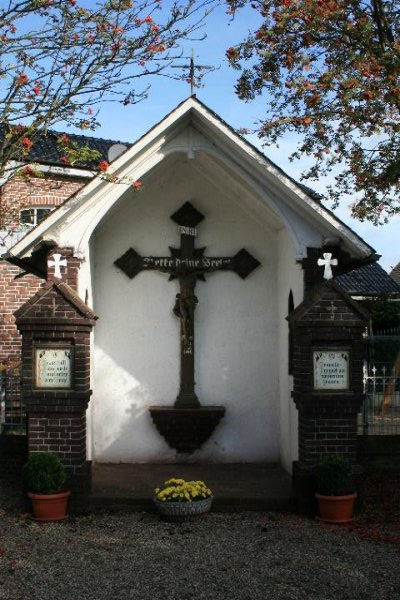
Die Vinkrather Wegekapelle an der Ecke Mörtelsstraße/Rütersend.

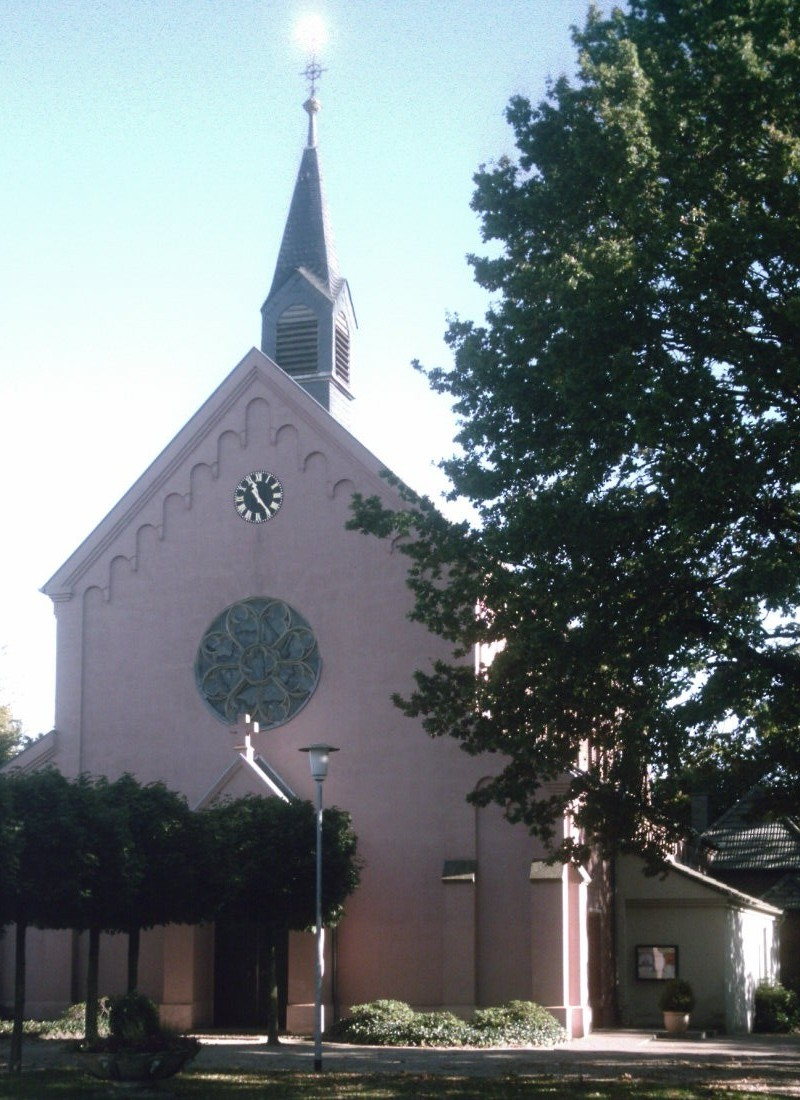
Die Vinkrather St.-Josef-Kirche.

- SuS Vinkrath 1924 e. V.[18]

## Baudenkmäler

### St.-Josef-Kirche
An der Ecke Mörtelsstraße/Dorfstraße steht die St.-Josef-Kirche, die bis Ende 2012 die katholische Pfarrkirche von Vinkrath war. Es handelt sich um eine Backsteinbasilika im neu-romanischen Stil, die 1902/1903 errichtet wurde. Das Gebäude steht seit dem 5. November 1984 unter Denkmalschutz.

### Wegekapelle Vinkrath
An der Ecke Mörtelsstraße/Rütersend befindet sich eine Wegekapelle. Das Bauwerk ist von drei Seiten mit einer Backsteinmauer umgeben, innerhalb der Mauer befindet sich ein kleiner Kreuzweg mit Kreuzwegstationen. Das Kreuz in der Wegekapelle trägt die Aufschrift „Rette Deine Seele“. Die Anlage stammt aus dem Jahr 1895 und steht ebenfalls seit dem 5. November 1984 unter Denkmalschutz.

### Langendonker Mühle
Am östlichen Ortsrand von Vinkrath befindet sich am Ufer der Niers die Langendonker Mühle, eine ehemalige Wassermühle.

## Die nähere Umgebung
| Herongen Blaue Lagune | Wankum Wachtendonk W'donk-Vorst             | Neersdommer Mühle Ziegelheide |
| Krickenbecker Seen    | Kompassrose, die auf Nachbargemeinden zeigt | Langendonker Mühle Kempen     |
| GlabbachHinsbeck      | Freilichtmuseum Grefrath                    | Mülhausen Oedt                |